# Landwasser
Landwasser er en flod i Schweiz. Den 30,5 km lange flod løber i kantonen Graubünden og havde oprindeligt udspring i Davos-søen, men efter dennes omdannelse til et reservoir til et vandkraftsanlæg, fødes Landwasser udelukkende fra Flüelabach; den udmunder i floden Albula.
Wiesen-viadukten fører Rhätische Bahn over Landwasser i nærheden af Wiesen, en af delene der udgør Davos.
46°40′11″N 9°39′54″Ø / 46.66972°N 9.665°Ø